# Geografia da Arábia Saudita
A Arábia Saudita é um país situado no Oriente Médio e o maior da Arábia. Com área de 2 149 690 quilômetros quadrados, tem 2 640 quilômetros de zona costeira banhada pelo mar Vermelho e o golfo Pérsico, bem como 4 272 quilômetros de fronteira que divide com o Iêmem (1 307 quilômetros), Iraque (811 quilômetros), Jordânia (731 quilômetros), Omã (658 quilômetros), Emirados Árabes Unidos (457 quilômetros) e Catar (87 quilômetros). Sua elevação média é de 665 metros, com seu ponto mais baixo sendo o golfo Pérsico que está a 0 metros acima do nível do mar e o mais alto sendo Jabal Sauda com 3 133 metros.
O clima é árido, com extremos de temperatura, e seu terreno é majoritariamente areia do deserto. Segundo estimativas de 2011, possui 80,7% de seu território agriculturável, sendo 1,5% terras aráveis e 79,1% pasto permanente; produz-se, pelas estimativas do mesmo ano, 0,1% de colheitas permanentes. Seu território, em 2011, ainda era coberto em 0,5% por florestas e os restantes 18,8% tinham outros usos. Irriga-se, para tais fins, 16 200 quilômetros quadrados (estimativa de 2012). Entre os recursos naturais disponíveis há petróleo, que foi descoberto nos anos 30 e impulsionou acelerado processo de sedentarização de uma população historicamente nômade, gás natural, ferro, ouro e cobre.
Apesar de muitas formações vulcânicas, houve pouca atividade nos últimos séculos; seus vulcões incluem Harrat Raate, Harrat Khaybar, Harrat Lunair e Jabal Iar. É o maior país do mundo sem rios. Por sua longa faixa costeira desenvolveu intenso transporte marítimo, sobretudo petróleo bruto, do golfo Pérsico ao Suez. Além disso, desenvolveu extensas instalações de dessalinização de água do mar. Em tempos recentes sofre com desertificação, esgotamento dos recursos hídricos subterrâneos, poluição costeira de derramamentos de óleo e poluição do ar.